# سفر بیگانه
«سِـفْر بیگانه» (انگلیسی: Book of the Stranger) قسمت چهارم از فصل ششمِ مجموعهٔ تلویزیونیِ خیال‌پردازانهٔ بازی تاج‌وتخت و قسمت ۵۴ از کلِ این سریال است.
فیلم‌نامه‌نویس‌های این قسمت دیوید بنیاف و دی. بی. وایس و کارگردان آن دانیل سَـکهایم است.
عنوان این قسمت از سریال، اشاره به یکی از کتاب‌های هفت‌گانهٔ عهد عتیق دارد. در واقع «خدای هفت سیما»، ۷ وجه و نمود مختلف دارد که هر یک از آنان، معرف یکی از جنبه‌های زندگی است. یکی از این نمودها، مفهوم «بیگانه» (The Stranger) است که نمایندهٔ «مرگ و نیستی» است. همچون دنیای واقعی که در آن برخی کتاب‌های دینی از چند قسمت مختلف تشکیل شده‌اند (مثل سفر پیدایش، سفر اعداد، سفر تثنیه، و غیره)، در این داستان خیالی نیز، کتاب مقدسِ «دین هفت پروردگار»، هفت مکاشفه یا سِفر گوناگون دارد که یکی از آنها، «سِـفْر بیگانه» است و به مرگ و مُردگان می‌پردازد. در این قسمت از مجموعهٔ تلویزیونی، پس از آنکه مارجری تایرل به نزد های اسپارو می‌رود، او را با خواندن آیاتی از «سِـفْر بیگانه» تحت تأثیر قرار می‌دهد.

## =نگارش فیلم‌نامه
«سِـفْر بیگانه» توسط خالقان سریال، دیوید بنیاف و دی. بی. وایس نوشته شده است. بخشی از مطالب این قسمت برگرفته از فصل «جان سیزدهم» در رقصی با اژدهایان است. همچنین برخی از عناصر این قسمت بر اساس رمان ششم از مجموعه ترانه ترانه یخ و آتش، بادهای زمستان است که نویسنده، جرج آر. آر. مارتین، امیدوار بود پیش از شروع پخش فصل ششم آن را به پایان رسانده باشد.

## فیلم‌برداری
«سِـفْر بیگانه» به کارگردانی دانیل سکهایم ساخته شده است. او در فصل ششم به عنوان کارگردان به سریال پیوست و قسمت قبلی، پیمان‌شکن را نیز کارگردانی کرد.  در مصاحبه‌ای، دانیل سکهایم درباره دیدار دوباره جان و سانسا گفت: «گاهی به عنوان کارگردان فقط به چیزی که جلوی چشم است نگاه می‌کنی و به تصویر بزرگ‌تر و ماهیت حماسی دو خواهر و برادری که شش فصل از هم جدا بوده‌اند و هیچ صحنه مشترکی نداشتند و هر دو خیلی منتظر این دیدار بودند، فکر نمی‌کنی. تنها نکته‌ای که در طول صحنه به آن‌ها گفتم این بود که 'خودتان را کنترل کنید. هرچند دیدارشان خوشحال‌کننده است، اما به همان اندازه هم ترسیده‌اند و نمی‌دانند چه انتظار داشته باشند.' کلمه کلیدی ترس بود. ترس از ناشناخته‌ها. به نوعی این موضوع به شدت احساسات صحنه افزود.»
برای صحنه پایانی که دنریس تارگرین از آتش بزرگ معبد دوش خالین بیرون می‌آید، فیلم‌برداری در دو مکان مختلف انجام شد، نماهای نزدیک از امیلیا کلارک در یک لوکیشن بسته در بلفاست و نماهای بزرگ‌تر در اسپانیا گرفته شد. در مصاحبه‌ای پیش از این، کلارک گفته بود که تمایلی به انجام صحنه‌های برهنه ندارد مگر اینکه برای داستان ضروری باشد. پس از پخش قسمت، کلارک تأکید کرد که در صحنه پایانی از بدل استفاده نشده است و گفت: «می‌خواهم به مردم یادآوری کنم آخرین باری که لباس‌هایم را درآوردم، فصل سوم بود. مدت‌ها پیش. حالا فصل ششم است. اما این صحنه کاملاً خودم بودم، با افتخار و قدرت. واقعاً خوشحالم که گفتم 'بله.' این بدل نیست!» او ادامه داد: «درآوردن لباس‌هایم آسان‌ترین کار نیست، اما با جادوی جلوه‌های ویژه نیازی نیست مثل فصل اول بروم روی صخره این کار را انجام دهم؛ کنترلش دست خودم است.»
دیوید وایس، یکی از خالقان و تهیه‌کنندگان اجرایی سریال، بازی کلارک در این صحنه را تحسین کرد و گفت: «امیلیا فوق‌العاده بود. این یکی از آن صحنه‌های عجیب است چون نیمی در اسپانیا و نیمی در بلفاست فیلم‌برداری شد، اما عمدتاً به خاطر اجرای او، به طرز درخشانی جواب داد.» سکهایم در مصاحبه‌ای گفت: «در بخش داخلی، تنها یک شیوه برای بازی کردن بود، که همان حالت متعجب بود. او نگهبان راز است و می‌داند چطور خودش را از این وضعیت خلاص کند. فکر می‌کنم آسانی اجرای دیالوگ‌ها برای مخاطب ضروری بود تا خطر را برای او حس کند و همچنین فکر کند که شاید دیوانه شده است. بخش بیرونی درباره ادعای تخت پادشاهی — یا بازپس‌گیری آن — بود.» سکهایم همچنین افزود: «می‌خواستیم کاملاً تفاوت آنچه از پایان فصل گذشته دیده بودیم با آغاز این فصل مشخص باشد.»